# Dulbia
Dulbia är en ö i Eritrea. Den ligger i den nordöstra delen av landet, 180 km öster om huvudstaden Asmara.